# 19 de junio
El 19 de junio es el 170.º (centésimo septuagésimo) día del año en el calendario gregoriano y el centésimo septuagésimo primero en los años bisiestos. Quedan 195 días para finalizar el año.

## Acontecimientos
- 1325: Tenoch descubre una águila sobre un nopal en el valle de México, y se asientan a sus alrededores.[1]
- 1509: en España, el rey Fernando II de Aragón, como Regente de Castilla en nombre de su hija, la reina Juana I de Castilla, manda fundar (por Real cédula) la villa de Casabermeja (Málaga).
- 1613: en la ciudad de Córdoba, Argentina, España funda la Universidad de Córdoba, una de las primeras de América.
- 1707: en Játiva, el rey Felipe V de España ordena quemar la villa.
- 1718: en la provincia Gansu (China), un terremoto de magnitud 7,5 en la escala de Richter deja un saldo de 75 000 víctimas.
- 1735: Cerca de la villa de Yeghevārd, 19 km al norte de Ereván (Armenia), Nader Shah vence a un contingente otomano superior, y recupera los territorios persas de Armenia y Georgia.
- 1824: el Segundo Congreso Mexicano decreta la libertad de los esclavos.
- 1846: en Nueva Jersey (Estados Unidos) se juega el primer partido de béisbol.
- 1865: Años después de la proclamación de Emancipación, los esclavos de Galveston (Texas) son liberados.
- 1867: en Querétaro (México) el emperador Maximiliano I es fusilado.
- 1870: los Estados Confederados de América dejan de existir, tras la readmisión de los estados del sur en los Estados Unidos.
- 1911: El Gobierno de Venezuela compra Miraflores para convertirla en Casa Presidencial.[2]
- 1917: Se crea la Academia de Ciencias Físicas, Matemáticas y Naturales de Venezuela
- 1933: en Chile se crea la Policía de Investigaciones de Chile por dictamen de la Ley Orgánica (Ley N.º 5.810 de junio de 1933).
- 1933: Primera demostración de una aeronave argentina en el exterior. La aeronave Ae. C. 2 “Tenga Confianza”, de 240 hp, emprende el raid Buenos Aires - Río de Janeiro - Buenos Aires. Recorre el trayecto de ida de 3.000 kilómetros en 21 horas 37 minutos. Piloto: teniente primero Juan Luis Garramendy.
- 1936: en España, Federico García Lorca escribe la obra dramática "La Casa de Bernarda Alba".
- 1938: La selección italiana de fútbol se proclama bicampeona mundial tras derrotar por 4 a 2 a la selección húngara en la final de la Copa del Mundo.
- 1942: en los Estados Unidos se casa por primera vez Norma Jean Baker, conocida más tarde como Marilyn Monroe.
- 1945: en Chile fallecen 355 mineros ahogados en la mina El Teniente, hecho conocido como la Tragedia del humo.
- 1953: Ethel y Julius Rosenberg son ejecutados en la silla eléctrica.
- 1961: Kuwait se independiza del Reino Unido.
- 1963: Filipinas, en la provincia de Misamis Oriental se crea el municipio de Laguindingán.
- 1966: en Le Mans, Francia, Ford vence a Ferrari en las 24 Horas de Le Mans 1966 con sus pilotos Bruce McLaren y Chris Amon.
- 1967: México, en la Ciudad de México comienzan las obras de la primera línea del Metro de la Ciudad de México.
- 1975: Se inicia en México la primera Conferencia Mundial sobre la Mujer.
- 1978: en los Estados Unidos nace la tira cómica Garfield.
- 1980: en Italia se firma el Convenio de Roma sobre obligaciones contractuales en la Comunidad Económica Europea.
- 1987: en Barcelona (España), la banda terrorista ETA perpetra el Atentado de Hipercor, con el resultado de 21 muertos y unos 40 heridos.
- 1987: La Escuela de Aviación Militar de la Fuerza Aérea Argentina recibe las primeras unidades del entrenador avanzado EMB-312 Tucano, fabricado por la empresa brasileña Embraer.
- 1988: en Wisconsin (Estados Unidos), la mansión Summerwind es impactada por un rayo durante una fuerte tormenta y se incendia por completo.
- 1996: Bobby Fischer anuncia la variante del ajedrez conocida como ajedrez aleatorio de Fischer.
- 1998: en el estado de Campeche (México) se crea el municipio de Candelaria.
- 1999: la ciudad italiana de Turín es elegida como sede de los Juegos Olímpicos de Invierno de 2006.
- 1999: Se celebra la boda real entre Eduardo del Reino Unido y Sophie Rhys-Jones.
- 2002: En Wuhan, China, se inaugura el Mercado mayorista de mariscos de Huanan.
- 2004: en el Kitt National Peak Observatory, de Arizona (Estados Unidos), los astrónomos Roy Tucker, David Tholen y Fabrizio Bernardi descubren el asteroide Apofis.
- 2005: se da inicio a la Ruta Quetzal BBVA 2005.
- 2005: en la Ciudad de México entra en funcionamiento el Metrobús.
- 2007: en Uruguay se conmemora el día del «Nunca más» proclamado por el presidente Tabaré Vázquez y cuyo cometido es «Nunca más uruguayos contra uruguayos».
- 2009: ETA reaparece asesinando a un Policía Nacional con un coche bomba.
- 2009: en la Ciudad del Vaticano, el papa Benedicto XVI inaugura el año sacerdotal aprovechando el aniversario 150 de la muerte de san Juan María Vianney.
- 2010: se celebra la boda real entre la princesa Victoria de Suecia y Daniel Westling
- 2011: los Indignados en España organizan una manifestación masiva en contra, principalmente, del Pacto del Euro, iniciativa apoyada a nivel mundial.
- 2011: se encuentra entre las aguas fronterizas de Suecia y Finlandia la Anomalía del Mar Báltico.
- 2014: Se lanzaba desde Yasny, sitio 13 de la Base Aérea de Dombarovsky, Rusia, el primer satélite artificial uruguayo, AntelSat.
- 2014: proclamación de Felipe VI como nuevo Rey de España.
- 2020: lanzamiento de The Last of Us Part II
- 2022: en Colombia se celebra la segunda vuelta de las Elecciones presidenciales de 2022, en la que el exguerrillero del Movimiento 19 de abril Gustavo Petro fue electo presidente para el periodo 2022-2026

## Nacimientos
- 1566: Jacobo I, rey de Escocia e Inglaterra (f. 1625).
- 1623: Blaise Pascal, matemático y filósofo francés (f. 1662).
- 1633: Philipp van Limborch, teólogo protestante alemán (f. 1712).
- 1754: Manuel de Salas, destacado educador y patriota chileno (f. 1841).
- 1764: José Gervasio Artigas, militar y estadista uruguayo, máximo prócer en ese país (f. 1850).
- 1771: Joseph Gergonne, matemático francés (f. 1859).
- 1782: Félicité Robert de Lamennais, filósofo y teólogo francés (f. 1854).
- 1809: Richard Monckton Milnes, político, poeta y mecenas literario británico (f. 1885).
- 1834: Charles Spurgeon, obispo evangelista británico (f. 1892).
- 1842: Walter Bache, director de orquesta y pianista británico (f. 1888).
- 1846: Antonio Abetti, astrónomo italiano (f. 1928).
- 1856: Cristóbal Benítez, explorador español (f. 1924).
- 1858: Sam Walter Foss, poeta estadounidense (f. 1911).
- 1861: José Rizal, médico, escritor y héroe nacional filipino (f. 1896).
- 1877: Charles Coburn, actor estadounidense (f. 1961).
- 1885: Vicente Scaramuzza, pianista italo-argentino (f. 1968).
- 1889: Luis Jiménez de Asúa, penalista y político español (f. 1970).
- 1892: Tomás García Figueras, militar y escritor español (f. 1981).
- 1895: Marco Pallis, filósofo inglés (f. 1989).
- 1896: Wallis Simpson, aristócrata británica (f. 1986).
- 1897: Cyril Norman Hinshelwood, químico británico (f. 1967), premio nobel de química en 1956.
- 1897: Moe Howard, actor y comediante estadounidense (f. 1975).
- 1901: Piero Gobetti, editor, periodista y político italiano (f. 1926).
- 1903: Lou Gehrig, beisbolista estadounidense (f. 1941).
- 1903: Hans Litten, abogado alemán (f. 1938).
- 1903: Juan Quintero Muñoz, compositor de cine y pianista español (f. 1980).
- 1905: Mildred Natwick, actriz estadounidense (f. 1994).
- 1906: Ernst Boris Chain, bioquímico alemán, premio nobel de medicina en 1945 (f. 1979).
- 1908: Eduardo de Guzmán, escritor español (f. 1991).
- 1909: Osamu Dazai, novelista japonés (f. 1948).
- 1910: Paul J. Flory, químico estadounidense, premio nobel de química en 1974 (f. 1985).
- 1914: Lorenzo Morales, compositor colombiano (f. 2011).
- 1917: Aristóbulo Deambrossi, fue un futbolista argentino. (f. 1995).
- 1921: Rafael Leoz, arquitecto y escultor español (f. 1976).
- 1921: Amador Schüller, médico y catedrático universitario español (f. 2010).
- 1922: Álvaro Delgado, pintor español (f. 2016).
- 1922: Aage Niels Bohr, físico danés (f. 2009).
- 1923: Andrés Rodríguez Pedotti, militar y presidente paraguayo entre 1989 y 1993 (f. 1997).
- 1924: Manuel Alonso Olea, abogado español (f. 2003).
- 1924: Vasil Bykaŭ, escritor bielorruso (f. 2003)
- 1925: Charlie Drake, comediante británico (f. 2006).
- 1926: Julio Pérez, futbolista uruguayo (f. 2002).
- 1927: Bernarda Seitz, religiosa, escritora, cocinera y presentadora de televisión argentina (f. 2014).
- 1928: Nancy Marchand, actriz estadounidense (f. 2000).
- 1928: Bhadriraju Krishnamurti, académico y lingüista indio (f. 2012).
- 1928: Tommy DeVito, músico estadounidense de rock (f. 2020).
- 1930: Gena Rowlands, actriz estadounidense (f. 2024).
- 1931: Juan Carlos Moreno (1931-), guitarrista y cantante folclórico argentino, de Los Fronterizos.
- 1932: Pier Angeli, actriz italiana (f. 1971).
- 1932: José Sanchis Grau, historietista español (f. 2011).
- 1933: Viktor Patsayev, cosmonauta soviético (f. 1971).
- 1934: Bonifacio Alfonso, pintor español (f. 2011).
- 1934: Nélida Lobato, actriz y vedette argentina (f. 1982).
- 1934: Rubén López Ardón, obispo nicaragüense.
- 1935: Rodrigo Borja Cevallos, político ecuatoriano.
- 1935: Mikaela, cantante y actriz española (f. 1991).
- 1936: Marisa Galvany, soprano estadounidense.
- 1936: Takeshi Aono, seiyū japonés (f. 2012).
- 1939: John F. MacArthur, teólogo y pastor estadounidense (f. 2025).
- 1941: Václav Klaus, político y presidente checo.
- 1943: Gioia Lombardini, primera actriz de televisión nacionalizada venezolana.
- 1944: Chico Buarque, cantautor, poeta y escritor brasileño.
- 1944: Peter Bardens, tecladista británico, de la banda Camel (f. 2002).
- 1945: Aung San Suu Kyi, política birmana, premio nobel de la paz en 1991.
- 1945: Tobias Wolff, escritor estadounidense.
- 1945: Radovan Karadžić, político serbio.
- 1947: Sir Salman Rushdie, escritor indo-británico.
- 1947: Humberto Elizondo, primer actor mexicano de cine y televisión.
- 1947: Youn Yuh-jung, actriz surcoreana.
- 1948: Nick Drake, cantautor folk británico (f. 1974).
- 1948: Phylicia Rashād, actriz estadounidense.
- 1948: Ernesto Silva Bafalluy, economista y rector chileno (f. 2011).
- 1949: Juan Schiaretti, político argentino.
- 1949: Pati Chapoy, conductora y periodista mexicana.
- 1949: Hassan Shehata, futbolista egipcio.
- 1950: Miguel Ángel Ferriz, actor mexicano (f. 2013).
- 1950: Ann Wilson, música estadounidense, de la banda Heart.
- 1950: Daria Nicolodi, actriz y guionista italiana (f. 2020).
- 1951: Francesco Moser, ciclista italiano.
- 1951: Aymán al-Zawahirí, médico cirujano y terrorista egipcio (f. 2022).
- 1953: Larry Dunn, músico estadounidense, de la banda Earth, Wind & Fire.
- 1954: Kathleen Turner, actriz estadounidense.
- 1956: Sergio Fajardo Valderrama, matemático y político colombiano.
- 1957: Anna Lindh, política socialdemócrata sueca (f. 2003).
- 1957: Subcomandante Marcos, militar e ideólogo mexicano.
- 1957: Maxi Jazz, músico, rapero, cantautor y DJ británico (f. 2022).
- 1958: Luis Francisco Esplá, torero español.
- 1959: Christian Wulff, político alemán, expresidente de Alemania.
- 1959: Anne Hidalgo, alcaldesa de París.
- 1961: Henri Falcón, militar, político y abogado venezolano
- 1961: Bidhya Devi Bhandari, política nepalí, presidenta de Nepal entre 2015 y 2023.
- 1962: Paula Abdul, cantautora estadounidense.
- 1962: Jeremy Bates, tenista británico.
- 1962: Alejandra Darín, actriz argentina (f. 2025).
- 1963: Katia Cardenal, cantautora nicaragüense.
- 1964: Boris Johnson, político británico, primer ministro del Reino Unido entre 2019 y 2022.
- 1965: Virginia Ducler, cuentista y novelista argentina.
- 1965: Mia Sara, actriz estadounidense.
- 1967: Araceli González, actriz y modelo argentina.
- 1967: Pablo Llorens, animador y cineasta español.
- 1969: Alejandro Silva, guitarrista solista chileno.
- 1969: Soledad Villamil, actriz y cantante argentina.
- 1969: Luis Escobar, futbolista peruano, víctima de la Tragedia aérea del Club Alianza Lima (f. 1987).
- 1970: Rahul Gandhi, político indio.
- 1970: Quincy Watts, atleta estadounidense.
- 1970: Brian Welch, guitarrista estadounidense, de la banda Korn.
- 1971: José Emilio Amavisca, futbolista español.
- 1971: Eva Isanta, actriz española.
- 1971: Jorge Almirón, futbolista y entrenador argentino.
- 1972: Brian McBride, futbolista estadounidense.
- 1972: Jean Dujardin, actor francés.
- 1972: Poppy Montgomery, actriz australiana.
- 1972: Robin Tunney, actriz estadounidense.
- 1973: Daði Lárusson, futbolista islandés.
- 1974: Nelson Olveira, futbolista uruguayo.
- 1974: Sandra Golpe, periodista y presentadora de televisión española.
- 1975: Hugh Dancy, actor y modelo británico.
- 1975: Anthony Parker, baloncestista estadounidense.
- 1975: Pedro Munitis, futbolista y entrenador español.
- 1977: Mahir Habib, futbolista iraquí.
- 1977: Koji Kataoka, futbolista japonés.
- 1978: Dirk Nowitzki, baloncestista alemán.
- 1978: Zoe Saldaña, actriz estadounidense.
- 1981: Aleksandr Mokin, futbolista kazajo.
- 1982: Ana Sofía Henao, modelo, escritora e ilustradora colombiana.
- 1982: Diego Andrés Bermúdez, futbolista español.
- 1983: Macklemore, rapero estadounidense.
- 1983: Mark Selby, jugador de snooker británico.
- 1983: Milan Petržela, futbolista checo.
- 1984: Aleksandr Samédov, futbolista ruso.
- 1984: Jun Tamano, futbolista japonés.
- 1984: Shogo Nakai, futbolista japonés.
- 1984: Wieke Dijkstra, jugarora de hockey sobre césped neerlandesa.
- 1984: Paul Dano, actor estadounidense.
- 1985: Sandra Cervera, actriz española.
- 1985: Chikashi Masuda, futbolista japonés.
- 1985: Koji Inada, futbolista japonés.
- 1985: Junya Yamashiro, futbolista japonés.
- 1986: Marvin Williams, baloncestista estadounidense.
- 1986: Nazareno Casero, actor argentino.
- 1986: Miguel de las Cuevas, futbolista español.
- 1986: Ragnar Sigurðsson, futbolista islandés.
- 1986: Franck Manga Guela, futbolista marfileño.
- 1987: Mutsumi Tamura, seiyū japonesa.
- 1988: Jacob deGrom, beisbolista estadounidense.
- 1988: Jan Kovařík, futbolista checo.
- 1989: Ögmundur Kristinsson, futbolista islandés.
- 1989: Kohei Fujita, futbolista japonés.
- 1989: Giacomo Gianniotti, actor ítalo-canadiense.
- 1990: Gerrit Pressel, futbolista alemán.
- 1990: David Cubillas Peña, futbolista español.
- 1991: Andrej Kramarić, futbolista croata.
- 1991: Katrine Veje, futbolista danesa.
- 1993: Améth Ramírez, futbolista panameño.
- 1993: Artūras Gudaitis, baloncestista lituano.
- 1993: Justin Moss, baloncestista estadounidense.
- 1994: Mahmoud Wahid, futbolista egipcio.
- 1994: David Bigas, futbolista español.
- 1995: Gorka Pérez, futbolista español.
- 1995: Avishay Cohen, futbolista israelí.
- 1995: Raphael Veiga, futbolista brasileño.
- 1995: Santiago Arias Fierro, futbolista uruguayo.
- 1996: Jeremiah Martin, baloncestista estadounidense.
- 1996: Lorenzo Pellegrini, futbolista italiano.
- 1996: Kota Miyamoto, futbolista japonés.
- 1996: Danny Pinter, jugador estadounidense de fútbol americano.
- 1997: Alberto Toril Domingo, futbolista español.
- 1997: Ayrton Lucas, futbolista brasileño.
- 1997: Marc Martí Roig, baloncestista español.
- 1998: Atticus Shaffer, actor estadounidense.
- 1998: Suzu Hirose, actriz y modelo japonesa.
- 1998: Carlos Villalba, futbolista argentino.
- 1998: Lamar Peters, baloncestista estadounidense.
- 1998: José Luis Rodríguez Francis, futbolista panameño.
- 1998: Nathan Holland, futbolista británico.
- 1998: Daire Lynch, remero irlandés.
- 1998: Erlan Sherov, yudoca kirguís.
- 1998: Venton Evans, futbolista jamaicano.
- 1998: Alexander Mattison, jugador estadounidense de fútbol americano.
- 1999: Nadir Zortea, futbolista italiano.
- 1999: Jesús West, futbolista panameño.
- 2000: Daniel Arroyave Cañas, ciclista colombiano.
- 2000: Sydney Lohmann, futbolista alemana.
- 2000: Vít Krejčí, baloncestista checo.
- 2000: María Constanza Cerundolo, jugadora argentina de hockey sobre césped.
- 2000: Kanak Jha, tenista estadounidense.
- 2000: Morgan Stilma, baloncestista hispano-neerlandés.
- 2000: Tess Johnson, esquiadora estadounidense.
- 2000: Tim Torn Teutenberg, ciclista alemán.
- 2001: Salifo Caropitche, futbolista bisauguineano.
- 2002: Nuno Mendes, futbolista portugués.
- 2002: Bennedict Mathurin, baloncestista canadiense.
- 2003: Nilson Angulo, futbolista ecuatoriano.
- 2004: Millie Gibson, actriz británica.
- 2004: Adrián Niño, futbolista español.
- 2007: Kiefer O'Reilly, actor canadiense.

## Fallecimientos
- 1312: Piers Gaveston, aristócrata inglés (n. ca. 1284).
- 1584: Francisco de Anjou, príncipe francés (n. 1555).
- 1608: Alberico Gentili, jurista italiano (n. 1551).
- 1650: Matthäus Merian, grabador helvético-alemán (n. 1593).
- 1747: Alessandro Marcello, compositor veneciano (n. 1669).
- 1762 (o el 21 de junio): Johann Ernst Eberlin, compositor y organista alemán (n. 1702).
- 1770: Diego de Torres Villarroel, escritor, dramaturgo, médico y matemático español (n. 1694).
- 1794: Richard Henry Lee, político estadounidense (n. 1732).
- 1805: Louis Jean François Lagrénée, pintor francés (n. 1724).
- 1816: José María Carbonell, político colombiano (n. 1778).
- 1842: Francisco Tadeo Calomarde, político español  (n. 1773).
- 1844: Étienne Geoffroy Saint-Hilaire, naturalista francés (n. 1772).
- 1865: Manuel Doblado, abogado, militar, político y diplomático mexicano (n. 1818).
- 1867: Maximiliano I, emperador mexicano entre 1864 y 1867 (n. 1832).
- 1867: Miguel Miramón, militar conservador mexicano y Presidente de la República entre 1859 y 1860 (n. 1832).
- 1867: Tomás Mejía, militar conservador mexicano conservador (n. 1820).
- 1884: Juan Bautista Alberdi, político y escritor argentino (n. 1810).
- 1884: Johann Gustav Droysen, historiador alemán (n. 1808).
- 1900: Salvador Camacho Roldán, periodista colombiano (n. 1827).
- 1902: Alberto I, rey sajón (n. 1828).
- 1907: Leonor Pérez Cabrera, mujer cubana, madre de José Martí (n. 1828).
- 1918: Julián Juderías, historiador y periodista español (n. 1877).
- 1921: Ramón López Velarde, poeta mexicano (n. 1888).
- 1924: Juan Comba, dibujante en periódicos ilustrados español (n. 1854).
- 1937: J. M. Barrie, novelista y dramaturgo británico (n. 1860).
- 1938: Luis González Obregón, historiador mexicano (n. 1865).
- 1938: José Monzo, sindicalista anarquista español (n. 1906).
- 1953: Ethel Rosenberg, espía estadounidense (n. 1915).
- 1953: Julius Rosenberg, espía estadounidense (n. 1918).
- 1956: Thomas John Watson, empresario estadounidense (n. 1874).
- 1960: Chris Bristow, piloto de automovilismo británico (n. 1937).
- 1960: Jimmy Bryan, piloto de automovilismo estadounidense (n. 1926).
- 1960: Alan Stacey, piloto de automovilismo británico (n. 1933).
- 1962: Frank Borzage, cineasta estadounidense (n. 1893).
- 1966: Ed Wynn, actor estadounidense (n. 1886).
- 1969: Jorge Herrán, arquitecto uruguayo (n. 1897).
- 1977: Ali Shariati, sociólogo iraní (n. 1933).
- 1979: Paul Popenoe, biólogo estadounidense (n. 1888).
- 1980: Torcuato Fernández Miranda, político español (n. 1915).
- 1980: Jorge Urzúa Urzúa, abogado y político chileno (n. 1886).
- 1981: Lotte Reiniger, cineasta alemana (n. 1899).
- 1985: Dyonélio Machado, escritor, periodista y psiquiatra brasileño (n. 1895).
- 1985: Alfonso Orantes, poeta guatemalteco (n. 1898).
- 1986: Len Bias, baloncestista estadounidense (n. 1963).
- 1986: Michel Colucci, «Coluche», actor y humorista francés (n. 1944).
- 1991: Antonio del Amo, cine español (n. 1911).
- 1991: Jean Arthur, actriz estadounidense (n. 1900).
- 1993: William Golding, escritor británico, Premio Nobel de Literatura en 1983 (n. 1911).
- 1994: Lauro Olmo, dramaturgo español (n. 1922).
- 1995: Tomás Méndez, músico y compositor mexicano (n. 1926).
- 1997: Bobby Helms, cantante estadounidense (n. 1933).
- 2002: Walter Villa, piloto de motociclismo italiano (f. 1943).
- 2007: Antonio Aguilar, cantante, actor y charro mexicano (n. 1919).
- 2007: Enrique Canales, analista político, pintor y escultor mexicano (n. 1936).
- 2007: El Fary (José Luis Cantero), cantante español (n. 1937).
- 2007: Victorio Cieslinskas, baloncestista uruguayo (n. 1922).
- 2009: Vicente Ferrer Moncho, cooperante español (n. 1920).
- 2009: Alberto Andrade, abogado y político peruano (n. 1943).
- 2010: Manute Bol, baloncestista sudanés (n. 1962).[3]
- 2010: Carlos Monsiváis, cronista y ensayista mexicano (n. 1938).[4]
- 2010: Indio Mayta, cantante peruano (n. 1931).
- 2011: Tom Hungerford, escritor australiano (n. 1915).
- 2012: Richard Lynch, actor estadounidense (n. 1940).
- 2012: Emili Teixidor, escritor español (n. 1933).[5]
- 2013: Gyula Horn, político húngaro (n. 1932).
- 2013: James Gandolfini, actor estadounidense (n. 1961).
- 2013: Miguel Morayta, militar, guionista y director de cine español radicado en México (n. 1907).
- 2014: Ibrahim Touré, futbolista marfileño, hermano de Kolo y Yaya Touré (n. 1986).
- 2016: Anton Yelchin, actor ruso-estadounidense de cine y televisión (n. 1989).
- 2016: Nicolás García Uriburu, artista y arquitecto argentino (n. 1937).
- 2017: Tabaré Hackenbruch, político uruguayo (n. 1928).
- 2017: Otto Warmbier, estudiante universitario estadounidense (n. 1994).
- 2019: Hugo Gambini, periodista e historiador argentino (n. 1934).
- 2020: Carlos Ruiz Zafón, escritor español (n. 1964).
- 2020: Ian Holm, actor británico (n. 1931).
- 2024: Silvia Infantas, cantante, folclorista y actriz chilena (n.1923).

## Celebraciones

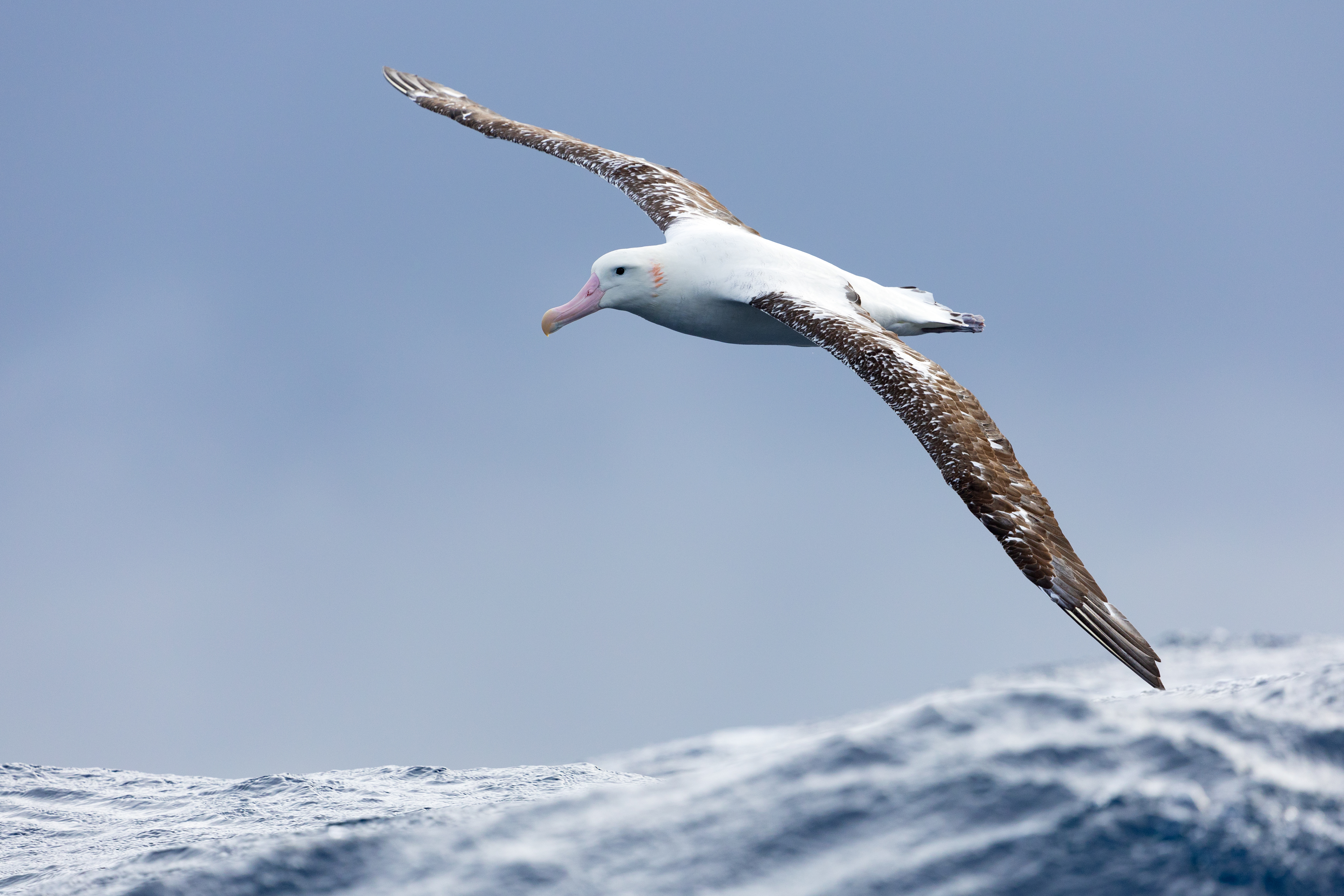
Albatros de las Antípodas.

- Día Mundial del Albatros o Alcatraz.
El Día Mundial del Albatros (también conocido como Día Mundial del Alcatraz, en algunas regiones hispanohablantes) se celebra cada 19 de junio. Esta fecha fue establecida por el Acuerdo para la Conservación de Albatros y Petreles (ACAP) para concientizar sobre la amenaza que enfrentan estas aves marinas y promover su protección. Se eligió esta fecha para conmemorar la entrada en vigor del ACAP en 2004, un acuerdo internacional dedicado a la conservación de albatros, petreles y pardelas, especies altamente amenazadas.

- Día Mundial del Paseo.[6][7]
Para promover la importancia de caminar y realizar actividades físicas al aire libre. También conocido como el Día Mundial de Dar un Paseo Caminando Lento y Relajado se celebra cada 19 de junio. Esta curiosa efeméride, también conocida en inglés como World Sauntering Day, invita a las personas a reducir la velocidad y disfrutar conscientemente del acto de caminar con calma. Fue creado en la década de 1970 por W.T. Rabe, como una respuesta al auge del jogging (trote), proponiendo una alternativa relajada y contemplativa para desplazarse y disfrutar del momento.

- Día Mundial de Garfield.
Personaje de cómic creado por Jim Davis que debutó en 1978. Este día conmemora el aniversario de la publicación de la primera tira cómica de Garfield, que mostraba las aventuras de un gato naranja, perezoso y amante de la lasaña. El Día de Garfield se celebra a nivel mundial y es una oportunidad para recordar al icónico personaje y disfrutar de su humor sarcástico y sus ocurrencias. La fecha es una celebración del entretenimiento que Garfield ha brindado a lo largo de los años y una oportunidad para compartir el amor por los gatos en general.

- Naciones Unidas: 
  - Día Internacional para la Eliminación de la Violencia Sexual en los Conflictos.
Esta fecha fue proclamada por la Asamblea General de las Naciones Unidas en el año 2015, con el objetivo de concienciar sobre la violencia sexual relacionada con los conflictos armados, rendir homenaje a las víctimas y sobrevivientes de este tipo de violencia y honrar a quienes luchan valientemente para erradicar estos crímenes, incluidos defensores de derechos humanos y trabajadores humanitarios.
  - Día Mundial de la Célula Falciforme.
Fue establecido por la ONU en el año 2008. Se refiere a la anemia falciforme o drepanocitosis, una enfermedad genética de la sangre que provoca que los glóbulos rojos adquieran una forma de hoz o media luna (falciforme), dificultando el flujo sanguíneo y el transporte de oxígeno por el cuerpo.

 Por países
(Por orden alfabético)
- Argentina: 
  -  Misiones: 
    - Aniversario de LT17 Radio Provincia.[8]Es la emisora más antigua de Misiones y actualmente integrante del grupo Multimedios SAPЕМ. Transmite en 620 kHz en AM, con planta transmisora en Posadas y repetidoras en Dos de Mayo, Puerto Iguazú, Bernardo de Irigoyen, El Soberbio y San Javier.
Fundación: 19 de junio de 1964 (61 años).

- Chile: 
  - Día del Detective.

- Corea del Norte: 
  - Aniversario del inicio de las labores de Kim Jong Il en el Comité Central del Partido del Trabajo de Corea.
Oficialmente es un día festivo desde 2015, pero se celebraba extraoficialmente antes. Este feriado conmemora la graduación de Kim Jong Il en 1964 de la Universidad Kim Il-sung y el comienzo de su trabajo en la organización del partido.

- Estados Unidos: 
  - Juneteenth.
Conmemora la emancipación de los esclavos de Texas en 1865.
  - Día Nacional de Garfield el Gato.[9]
(en inglés: National Garfield the Cat Day).
  - Día Nacional del Martini (cóctel).[10]
(en inglés: National Martini Day).

- Filipinas: 
  - Fiesta del Bosque.
Este feriado laboral especial se aplica únicamente a la provincia de Palawan y celebra la importancia de los bosques de la región.
(en filipino: Pista ng Kagubatan).
(en inglés: Feast of the Forest).
  - Día de La Laguna.
Este feriado especial no laborable se aplica únicamente a la provincia de La Laguna. También conmemora el natalicio del Dr. José Rizal, héroe nacional.
(en filipino: Araw ng Laguna).
(en inglés: Laguna Day).

- Hungría: 
  - Día de la Hungría Independiente.
Conmemoración de la ejecución de los mártires de la Revolución Húngara de 1956 (el 16 de junio de 1958) y del aniversario del fin de la ocupación soviética de Hungría.
Día conmemorativo desde 2001.
(en inglés: Independent Hungary Day).
(en húngaro: A független Magyarország napja).

- Paraguay: 
  - Día del Árbol.[11]

- Trinidad y Tobago: 
  - Día del Trabajo.
Se celebra cada 19 de junio. Este día festivo se propuso en 1973 para conmemorarse en el aniversario de los disturbios laborales liderados por Tubal Uriah Butler en 1937, como parte de los disturbios laborales de las Indias Occidentales Británicas de 1934-1939 (British West Indian labour unrest of 1934–1939).
(en inglés: Labour Day).

- Uruguay: 
  - Natalicio de Artigas.
Conmemora el nacimiento de José Gervasio Artigas, prócer máximo del país.
  - Día del Abuelo.
Relacionado con el Natalicio de Artigas.
  - Nunca Más.
Conmemora a las víctimas de la Dictadura cívico-militar en Uruguay (1973-1985).
  - Aniversario de la Televisión Nacional de Uruguay.
  - Día de la Bandera.

### Santoral católico

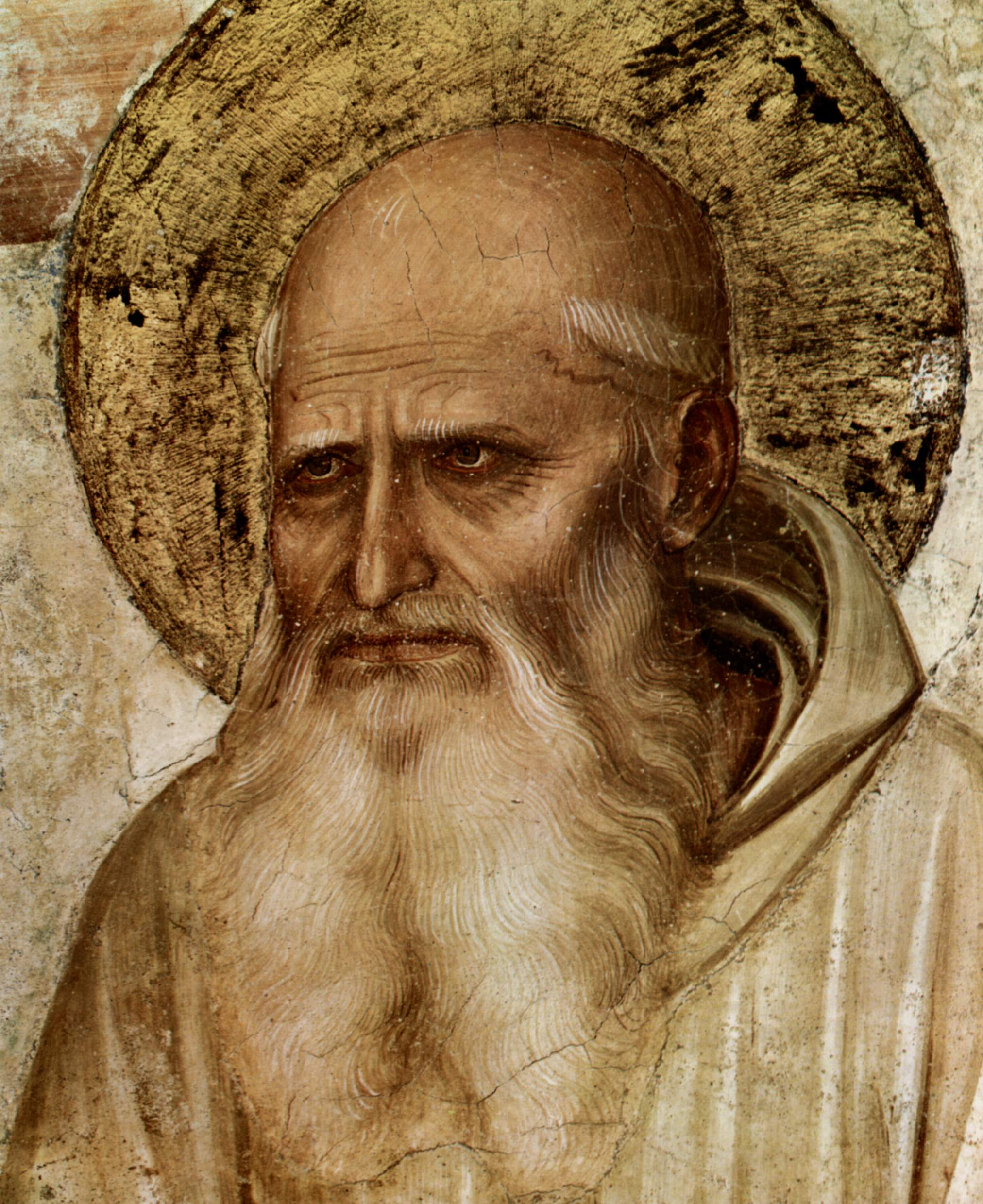
San Romualdo.

- San Romualdo, anacoreta y padre de los monjes Camaldulenses (1027).[12](imagen ilustrativa).
- Santos Gervasio y Protasio de Milán, mártires (386).
- San Deodato de Nevers, obispo (c. 679).
- Santa Quildomarca o Ildemarca de Fécamp, abadesa (c. 682).
También conocida como Santa Hilda de Fécamp (s. VII).[12]
- San Lamberto de Zaragoza, mártir (c. s. VIII).[12]
- Beato Gerlando de Caltagirone (c. 1271).[12]
- Santa Juliana Falconeri, virgen (1341).[12]
- Beata Miguelina de Pésaro, viuda (1356).[12]
- Beatos Sebastián Newdigate, Humfredo Middlemore y Guillermo Exmew, presbíteros y mártires (1535).
- Beato Tomás Woodhouse, presbítero y mártir (1573).[12]
- Santos Remigio Isoré y Modesto Andlauer, presbíteros y mártires (1900).
- Santa Aurora, virgen y mártir.[12]